# Térelmélet
A térelméletek a fizikai elméletek egy gyakran használt és tipikus fajtája. Noha az újabb mezőelmélet (az angol field theory tükörfordítása) elnevezés pontosabb, mégis a régebbi térelmélet kifejezés használata sokkal elterjedtebb. 
Térelméletek esetén a tér (téridő) minden pontjában definiálva van skalár (például hőmérséklet), vektor (például nyomás) vagy tenzor (például a feszültségtenzor a rugalmas közegek dinamikájában) jellegű mennyiség és ezek folytonos függvényt (mezőt) alkotnak a térben (téridőben). Az egyes tér(idő) pontokban a fizikai mennyiségek eleget tesznek az ún. Euler–Lagrange-mozgásegyenleteknek, amelyek egy általános variációs elvből, a legkisebb hatás elvéből származtathatók:

## Térelméletek csoportosítása
Klasszikus térelméletről (például elektrodinamika, hidrodinamika) beszélünk, ha ez a fizikai mennyiség a klasszikus fizika keretei között marad, azaz a kvantummechanikai elveket nem tekintjük érvényesnek a fizikai mezőre. A klasszikus térelmélet is lehet nemrelativisztikus és relativisztikus, attól függően, hogy invariáns-e a mező az adott pontban a Galilei- vagy a Lorentz-transzformációra.
Kvantumtérelméletek (például kvantum-elektrodinamika, kvantum-színdinamika) esetén a mező adott pontjára a komplementer fizikai mennyiségek (például hely és impulzus vagy elektromos és mágneses térerősség stb.) a Heisenberg-féle határozatlansági elvnek tesznek eleget. Matematikailag ezt azzal lehet leírni, hogy a fizikai mennyiségeket reprezentáló operátorok nem felcserélhetőek (a szorzás nem kommutatív).

## Térelmélet Lagrange-formalizmussal
A térelméletek egyik szokásos tárgyalása a Lagrange-formalizmus. (A másik, egyenértékű, tárgyalásmód a Hamilton-formalizmus.)
Ha a {\displaystyle \phi } folytonos mezőből, amely bármely rendű tenzor lehet (vagyis akár skalár, akár vektor stb.) és amely egy sűrűségfüggvény,
képezzük a Lagrange-hatást a teljes {\displaystyle V} téren (vagy relativisztikus térelmélet esetén téridőn) való integrálással:
{\displaystyle S[\phi ]=\int _{V}{{\mathcal {L}}[\phi (x)]\,dV}.}
akkor ebből a legkisebb hatás elve alapján ({\displaystyle {\frac {\delta {\mathcal {S}}}{\delta \phi }}=0}) kapjuk a Euler-Lagrange mozgásegyenleteket
{\displaystyle {\frac {\delta }{\delta \phi }}S={\frac {\partial {\mathcal {L}}}{\partial \phi }}-\partial _{\mu }\left({\frac {\partial {\mathcal {L}}}{\partial (\partial _{\mu }\phi )}}\right)=0.} (ahol {\displaystyle \partial _{\mu }} a téridő szerinti derivált)
A fizikai mező minden pontján ezek az egyenletek és a mezőre érvényes határfeltételek szabják meg a mező változását. Például az elektrodinamika esetén (ez esetben {\displaystyle \phi } a 4 dimenziós {\displaystyle F_{\mu \nu }} térerősségtenzor) a fenti mozgásegyenletek pontosan a jól ismert Maxwell-egyenletek lesznek.